# Yūya Matsushita
Yuya Matsushita (松下 優也?, Matsushita Yūya; Kōbe, 24 maggio 1990) è un cantante e attore giapponese.
È sotto contratto con la Epic Records Japan.
Il suo primo singolo "foolish foolish" è stato pubblicato il 26 novembre 2008. È diventato famoso, oltre che in Giappone, anche nel resto del mondo, grazie alla sua prima interpretazione come Sebastian Michaelis nel musical Black Butler.

## Biografia
Yuya Matsushita è stato cresciuto dalla madre e dalla nonna. All'ultimo anno delle scuole elementari, Yuya Matsushita decise di intraprendere la carriera musicale, iscrivendosi alla Caless Vocal & Dance School. Verso la fine delle scuole medie inferiori, nonostante l'opposizione della madre sui suoi piani futuri, una visita alla città di New York City nell'ottobre del 2005 rafforzò la sua determinazione a diventare un artista.
Nel 2008, il produttore Jin Nakamura lo lanciò con il singolo "foolish foolish" e anche le riprese del video della canzone ebbero luogo a New York, dopo aver firmato un contratto con la Epic Records Japan Inc.
Nel 2009, Matsushita recita nel suo primo film "Kanashii Boyfriend" e per la colonna sonora del film è stata scelta la sua canzone "Mr. "Broken Heart"". Yuya Matsushita fece il suo debutto su un palco teatrale come Sebastian Michaelis nel musical Black Butler (黒執事 Kuroshitsuji). La versione solista della canzone "Kanata he"(彼方へ), tratta dal musical, è stata inserita nel terzo singolo "Honesty / 願いがかなうなら…".
Nel 2010, il suo quarto singolo Trust Me è stato usato come ending dell'anime Durarara!!, e si è piazzato al 10º posto della classifica settimanale Oricon. "Futari"(ふたり) dal suo quarto singolo è stata usata come colonna sonora del film "Toki O Kakeru Shoujo", dove Yuya ha fatto una comparsa.
Matsushita riprese il ruolo di Sebastian Michaelis nel secondo musical di Black Butler(La più bella morte del mondo, mille anime e un dio della morte caduto). La versione solista della canzone "Hallucination" tratta dal musical è stata inserita nel quinto singolo, "YOU". Successivamente ha collaborato con Mahou No Island pubblicando il brano "Koe ni naranakute(声にならなくて) Feat. Sista", "first snow Feat. Sista", e "Sono toki made no sayonara"(その時までのサヨナラ) per il romanzo "No Title". Le tre canzoni sono state inserite nel suo primo album, "I AM ME".
"Bird" dal suo sesto singolo, "Bird/4 Seasons", riscosse successo grazie all'utilizzo come ending per la seconda stagione dell'anime Black Butler. "4 Seasons" è stata usata come colonna sonora del film "HIkari, Sono Saki E", dove è attore lo stesso Yuya, e per la Kobe Collection 2010 Autunno/Inverno.
Nel 2011, il suo settimo singolo "Paradise" è stato usato come colonna sonora del drama Quartet, nel quale l'artista era anche il personaggio principale. È stato annunciato come ospite d'onore per il MusicFest al FanimeCon nel 2011, dove si è esibito per la prima volta oltreoceano davanti ad un pubblico di 4000 fans. Matsushita successivamente ha recitato in "Asu No Hikari Wo Tsukame 2" come capitano di una squadra di calcio scolastica.
Nel 2012, Matsushita ha pubblicato il suo secondo album dal titolo "2U" il 22/02, in riferimento al titolo stesso dell'album.
Vestito da maggiordomo, è apparso nel suo primo spot per la promozione di Popon-S Plus di Shionogi, in riferimento alle sue interpretazioni come Sebastian Michaelis, maggiordomo in Black Butler. È stato annunciato che Matsushita reciterà il ruolo di Song Sam Dong nel musical "Dream High", ispirato al famoso Drama coreano. Il musical sarà in scena dal 3 al 20 luglio. Dal 4 ottobre Matsushita ha anche recitato in Pillow Talk ~Bed Of Speculation~ con il ruolo di Kakeru, un mangager di un negozio di oden. Il 5 dicembre, sono stati pubblicati contemporaneamente U 〜BEST MUSIC VIDEOS〜 e U 〜BEST of BEST〜.

## Discografia
Il suo fanclub prende il nome di "Umyu" ("U" è il simbolo di Yuya Matsushita, "myu" sta per Musica Melodiosa)

### Singoli
| #  | Data pubblicazione | Titolo                                                                |
| -- | ------------------ | --------------------------------------------------------------------- |
| 1  | 26.11.2008         | foolish foolish                                                       |
| 2  | 28.01.2009         | LAST SNOW                                                             |
| 3  | 26.08.2009         | Honesty / 願いがかなうなら... (Honesty / Negai Ga Kanau Nara...)      |
| 4  | 17.02.2010         | Trust Me                                                              |
| 5  | 05.05.2010         | YOU                                                                   |
| 6  | 25.08.2010         | Bird / 4 Seasons                                                      |
| 7  | 02.02.2011         | Paradise                                                              |
| 8  | 04.05.2011         | Naturally                                                             |
| 9  | 24.08.2011         | SUPER DRIVE                                                           |
| 10 | 25.01.2012         | キミへのラブソング～10年先も～ (Kimi E No Love Song ~10 Nen Saki Mo~) |
| 11 | 29.08.2012         | SEE YOU                                                               |
| 12 | 31.07.2013         | SWEET LOVE                                                            |
| 13 | 22.02.2014         | She is a Liar                                                         |
| 14 | 25.04.2014         | Slow Dancin'                                                          |

### Album
| # | Data pubblicazione | Titolo             |
| - | ------------------ | ------------------ |
| 1 | 02.06.2010         | I AM ME            |
| 2 | 22.02.2012         | 2U                 |
| 3 | 05.12.2012         | U 〜BEST of BEST〜 |
| 4 | 28.08.2013         | #musicoverdose     |

### Altre versioni
| # | Data pubblicazione | Titolo                          |
| - | ------------------ | ------------------------------- |
| 1 | 08.06.2010         | I AM ME (Korea)                 |
| 2 | 08.10.2010         | Bird / 4 Seasons (Taiwan)       |
| 3 | 28.02.2012         | 2U (Korea)                      |
| 4 | 02.04.2012         | 2U (Thailandia)                 |
| 5 | 18.12.2012         | U 〜BEST of BEST〜 (Korea)      |
| 6 | 23.05.2013         | U 〜BEST of BEST〜 (Thailandia) |

### Video
| # | Data pubblicazione | Titolo                        |
| - | ------------------ | ----------------------------- |
| 1 | 25.05.2011         | 20101225 ～Last Night Show～  |
| 2 | 14.03.2012         | Live Tour 2011～SUPER DRIVE～ |
| 3 | 05.12.2012         | U 〜BEST MUSIC VIDEOS〜       |

### Collaborazioni
| # | Data pubblicazione | Titolo                                              | Artista                             |
| - | ------------------ | --------------------------------------------------- | ----------------------------------- |
| 1 | 28.09.2011         | 夢の中で会えるでしょう (Yume No Naka De Aerudeshou) | Masayuki Suzuki (di Hiroshi Takano) |
| 2 | 22.08.2012         | Forever                                             | BRIGHT                              |

## Filmografia

### Cinema
| Data pubblicazione | Titolo                                    |
| ------------------ | ----------------------------------------- |
| 25.11.2009         | 悲しいボーイフレンド (Kanashii Boyfriend) |
| 13.10.2010         | 時をかける少女 (Toki O Kakeru Shoujo)     |
| 13.10.2010         | 光の惑星 (Hikari No Wakusei)              |
| 22.02.2012         | ヒカリ、その先へ (Hikari, Sono Saki E)    |

### Teatro
| # | Data pubblicazione | Titolo |
| - | ------------------ | --- |
| 1 | 03.12.2009         | 音楽舞闘会『黒執事』－その執事、友好－ (Black Butler Musical-Quel maggiordomo, amicizia)                                                                                       |
| 2 | 27.10.2010         | ミュージカル「黒執事」-The most beautiful DEATH in the world- 千の魂と堕ちた死神 (Black Butler Musical-La più bella morte del mondo, mille anime ed un dio della morte caduto) |
| 3 | 03.07.2012         | ミュージカル「ドリームハイ」 (Dream High Musical) |
| 4 | 27.03.2013         | バグズグバリュー～even more BURSTING～ (Bugs Under Value ~Even More Bursting~)                                                                                                 |
| 5 | 17.05.2013         | ミュージカル「黒執事」-The Most Beautiful DEATH in The World- 千の魂と堕ちた死神 (Black Butler Musical-La più bella morte del mondo, mille anime ed un dio della morte caduto) |
| 6 | 02.08.2013         | THE ALUCARD SHOW |
| 7 | 25.10.2013         | 舞台「私のホストちゃん」 (My Host-chan) |
| 8 | 2014               | 舞台「Paco〜パコと魔法の絵本〜」 (Paco e il Libro Magico) |
| 9 | 04.04.2014         | 「イン・ザ・ハイツ」 (In the Heights) |

### Dorama
| Data pubblicazione | Titolo                                                           |
| ------------------ | ---------------------------------------------------------------- |
| 22.06.2011         | カルテット (Quartet (serie televisiva))                          |
| 25.11.2011         | 明日の光をつかめ２ (Asu No Hikari Wo Tsukame 2)                  |
| 04.10.2012         | ピロートーク ～ベッドの思惑～ (Pillow Talk ~Bed Of Speculation~) |

### Spot
| Data pubblicazione | Titolo                        |
| ------------------ | ----------------------------- |
| 25.02.2012         | ポポンSプラス (Pop-On S Plus) |